# Am Schwedderberg 6 (Gernrode)

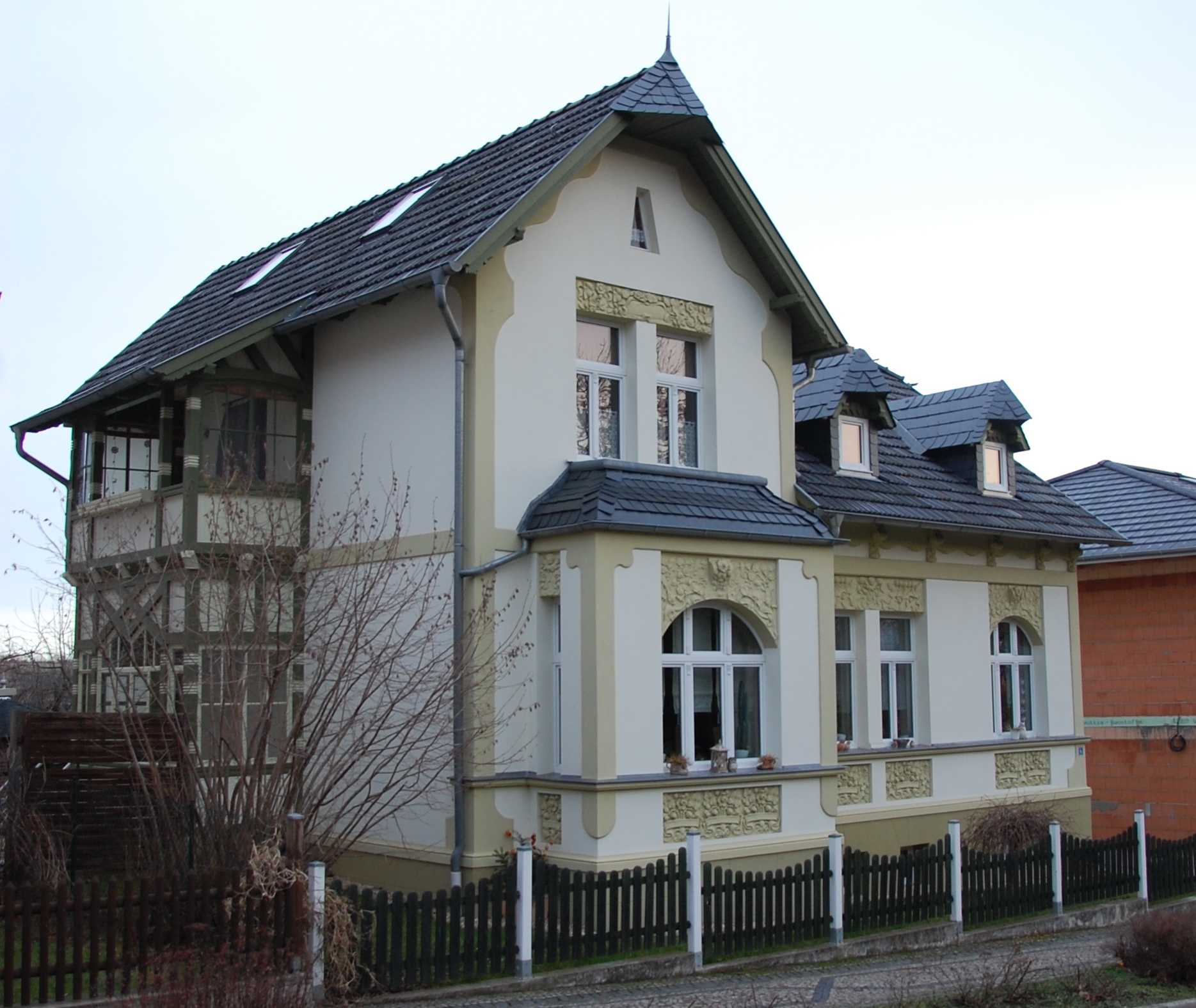
Villa Am Schwedderberg 6

Das Haus Am Schwedderberg 6 ist ein denkmalgeschütztes Gebäude im zur Stadt Quedlinburg in Sachsen-Anhalt gehörenden Ortsteil Stadt Gernrode.

## Lage
Es befindet sich westlich des Gernröder Ortskerns am Fuße des Schwedderbergs und ist im örtlichen Denkmalverzeichnis als Villa eingetragen. Die Villa ist ein Einzeldenkmal, gehört jedoch darüber hinaus zur denkmalgeschützten Häusergruppe Am Schwedderberg 1, 2, 4, 6, 7a, 8, 9a, 10, 12.

## Architektur und Geschichte
Die eingeschossige Villa wurde Anfang des 20. Jahrhunderts in massiver Bauweise errichtet. Sie ist mit Reliefs in der Gestaltung des Jugendstils verziert und weitgehend in ihrer originalen Gestaltung erhalten. Der Grundriss des Gebäudes ist in T-Form angelegt.